# 23773 Sarugaku
23773 Sarugaku è un asteroide della fascia principale. Scoperto nel 1998, presenta un'orbita caratterizzata da un semiasse maggiore pari a 2,4734887 UA e da un'eccentricità di 0,1603011, inclinata di 14,45159° rispetto all'eclittica.